# Mariette de Nimègue
Mariken de Nimègue (Mariken van Nieumeghen) ou Mariette de Nimègue est une pièce de mystère néerlandaise du XVIe siècle.
Mariken est une jeune fille de Nimègue. Après s'être fâchée avec sa tante, humiliée, elle appelle à l'aide Dieu ou le Diable, peu importe. Le Diable accourt donc, sous les traits du sorcier Moenen. Il lui propose de vivre avec lui afin qu'il lui enseigne les sept arts libéraux. Mais elle doit changer de nom parce que son nom ressemble trop à celui de sainte Marie. Elle devient donc Emmeken (« petit M »). Ils partent s'installer à Anvers où, pendant sept ans, ils mènent une vie de péché.
Mais un jour Mariken, revenant à Nimègue, voit une pièce de mystère dans laquelle un acteur déguisé en démon demande aux hommes pourquoi Dieu les a abandonnés. Sur ce, elle implore le pardon de Dieu. C'est alors que Moenen, fâché, la projette dans le ciel pour qu'elle se tue dans sa chute. Mais le prêtre Gijsbrecht, l'oncle de Mariken, prie pour elle et en tombant, elle ne se brise que les bottes. Le prêtre chasse Moenen en lui lisant un passage de la Bible.
Lui et Mariken vont voir l'évêque pour lui demander l'absolution, mais il les renvoie à l'archevêque de Cologne, qui les renvoie au pape. Arrivés chez le pape, celui-ci condamne Mariken à porter trois anneaux de fer au cou et aux bras. Ceux-ci se briseront le jour où ses péchés lui seront pardonnés. Mariken se retire dans un couvent pour prier. Après bien des années, l'archange Gabriel descend briser ses anneaux. Mariken meurt peu de temps après. Les trois anneaux sont accrochés au-dessus de sa tombe.
Ce texte est particulier car il fait référence à plusieurs évènements historiques, comme l'arrestation d'Arnold, duc de Gueldre, par son propre fils et cite des lieux ayant existé à l'époque (comme le couvent des Sœurs blanches de Maastricht).

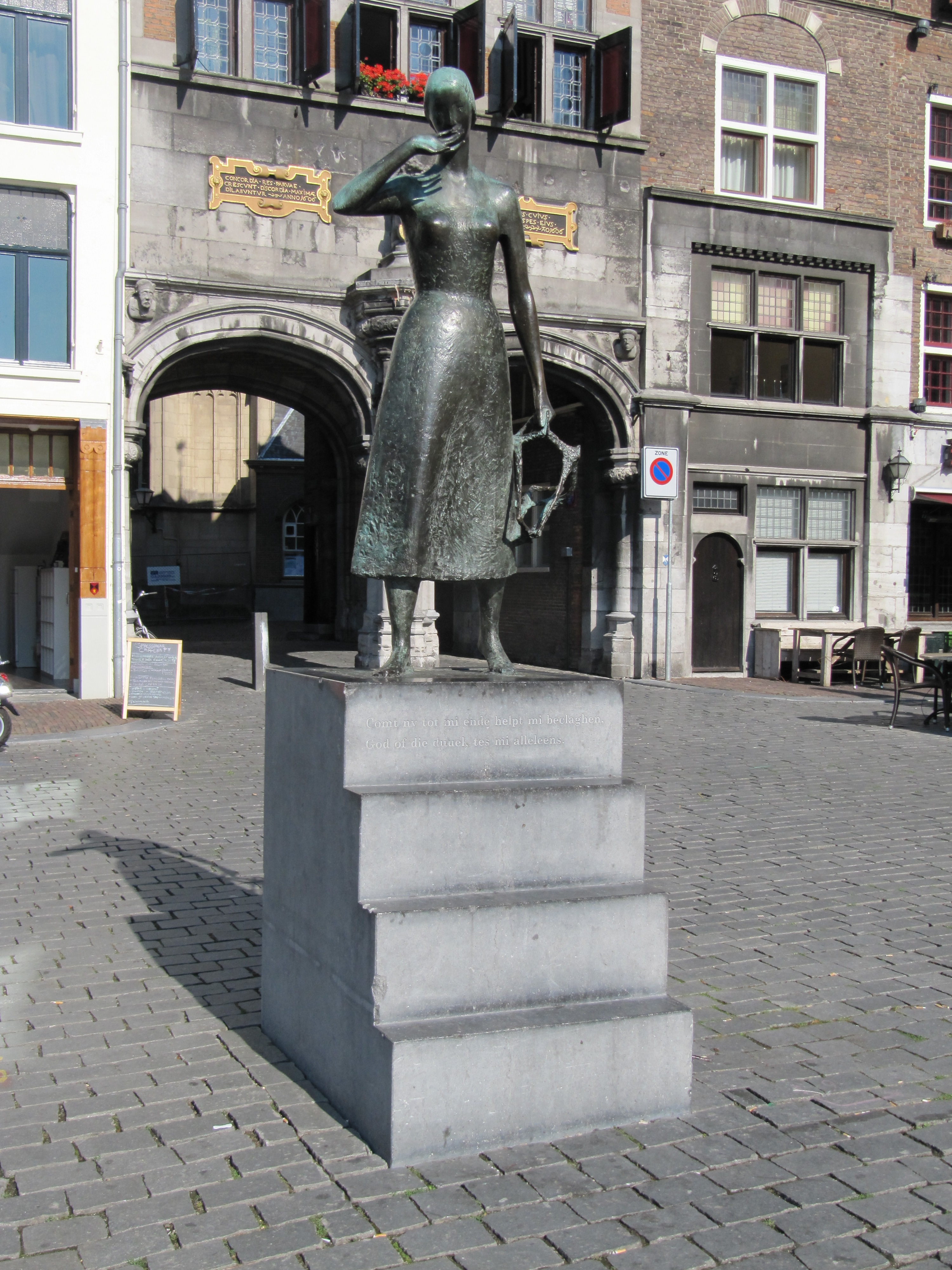
La statue de Mariken sur la grand-place de Nimègue

La ville de Nimègue a édifié un monument à Mariken sur sa grand-place.
Mariken a également donné son nom à une course annuelle réservée aux femmes : la Marikenloop (nl).
Le récit a été adapté en pièce de théâtre radiophonique (Mariken van Nieumeghen (nl), 1969) et en film (Mariken de Nimègue, de Jos Stelling, 1974 ; Mariken (en), d'André Van Duren, 2000).